# Embalse de la Colada
El embalse de la Colada se localiza dentro de los términos municipales de las localidades de Hinojosa del Duque, Belalcázar y El Viso, en la provincia de Córdoba, comunidad autónoma de Andalucía, en España.

## Historia
En 2001 el Gobierno de España aprobó, a través de la empresa pública Acuasur, hoy Acuaes, la construcción del embalse de La Colada. El lugar elegido pertenece a la cuenca del Guadiana, a la confluencia de los ríos Guadamatilla y Guadarramilla, entre los términos municipales de Belalcázar y El Viso. Las obras terminaron hacia 2009. 
Ante la sequía completa en 2023 del cercano embalse de Sierra Boyera, y la crisis ambiental de ese verano en la comarca de Los Pedroches, cuando se conoció que las aguas del embalse de la Colada estaban contaminadas, las autoridades dieron los pasos necesarios para la conexión de los dos embalses del norte de la provincia de Córdoba, es decir, el embalse de Sierra Boyera y el embalse de la Colada, con una inversión máxima de 9 millones de euros y que serviría para el suministro de agua corriente para aproximadamente 80.000 habitantes de las comarcas de Los Pedroches y Valle del Guadiato.

## Datos administrativos
- Río: Guadamatilla
- Provincia: Córdoba
- Municipios: Hinojosa del Duque, Belalcázar, El Viso
- Titular: ACUAES (estado)
- Proyectista: PYCSA
- Categoría según riesgo potencial: B
- Usuarios: Habitantes de las comarcas del Valle del Guadiato y Los Pedroches

## Datos Técnicos
- Tipología: Arco Gravedad
- Superficie de la cuenca (Km2) 395
- Aportación media anual (Hm³) 32
- Precipitación media anual (mm) 501
- Caudal de Avenida de Proyecto (m3/s) 712
- Cota de coronación (m): 478
- Cota de cimientos (m): 429
- Altura desde cimientos (m) 49
- Cota del lecho del cauce (m): 437
- Nivel Máximo Normal NMN (m): 474
- Superficie a NMN (Has.): 529
- Capacidad a NMN (Hm³): 58
- Longitud de coronación (m): 274
- Volumen del cuerpo de presa (m3): 70900
- Número de desagües de fondo:1
- Diámetro desagüe de fondo (m): 0,1
- Caudal máximo de cada desagüe de fondo (m3/s): 0,28
- Diámetro desagüe intermedio (m): 0,1
- Caudal máximo de cada desagüe intermedio (m3/s):  0,28
- Tipología de aliviadero: Labio fijo
- Capacidad del aliviadero (m3/s): 0

## Espacios protegidos en el entorno del embalse
- RAMSAR: No
- ZEPA: No
- LIC: No
- Programa MaB: No
- Legislación nacional/autónoma: No
- PEPMF: No

## Efectos socioeconómicos
- Núcleos desaparecidos: 0
- Creación de nuevos núcleos: 0
- N.º de viviendas inundadas: 0
- N.º de habitantes desplazados: 0
- Superficie expropiada: -
- Vías de comunicación afectadas: Carretera Hinojosa del Duque-El Viso de Los Pedroches

## Datos técnicos del embalse
- Cota:
- Superficie: 530 ha
- Capacidad n.m.n.: 58,01 hm³
- Perímetro n.m.n.: -

## Usos turístico-recreativos
- Pesca
- Playa deportiva y recreativa